# Platydemus
Platydemus ist eine Gattung großer Landplanarien in der Tribus Rhynchodemini.

## Merkmale
Individuen der Gattung Platydemus haben einen großen, leicht konvexen Körper mit einer breiten Kriechsohle und sehr großen Augen. Zum Kopulationsapparat gehört eine große Kammer mit gefaltetem Epithelgewebe im männlichen Atrium genitale, worin sich in der Regel ein kleiner Penis befindet.

## Arten
Zur Gattung Platydemus gehören folgende Arten:
- Platydemus bivittatus von Graff, 1899
- Platydemus fasciatus (Spencer, 1892)
- Platydemus grandis (Spencer, 1892)
- Platydemus joliveti de Beauchamp, 1972
- Platydemus lividus von Graff, 1899
- Platydemus longibulbus de Beauchamp, 1972
- Platydemus macrophthalmus von Graff, 1899
- Platydemus manokwari de Beauchamp, 1963
- Platydemus pindaudei de Beauchamp, 1972
- Platydemus vanheurni de Beauchamp, 1929
- Platydemus victoriae (Dendy, 1890)
- Platydemus zimmermanni de Beauchamp, 1952